# Himalphalangium unistriatum
Himalphalangium unistriatum is een hooiwagen uit de familie echte hooiwagens (Phalangiidae).